# IC 708
IC 708 је елиптична галаксија у сазвјежђу Велики медвјед која се налази на листи објеката дубоког неба у Индекс каталогу.
Деклинација објекта је + 49° 3' 44" а ректасцензија 11h 33m 59,1s. Привидна величина (магнитуда) објекта IC 708 износи 13,0 а фотографска магнитуда 14,0. IC 708 је још познат и под ознакама UGC 6549, MCG 8-21-56, CGCG 242-48, Papillon, PGC 35720.